# 한국게임문화재단
한국게임문화재단은 건전한 게임문화 및 게임이용 문화 기반 조성을 위한 사업을 수행하기 위하여 2008년 2월 1일 설립된 문화체육관광부 소관의 재단법인이다.

## 연혁
- 2008년 2월 : 게임문화재단 설립(이사장 최규남)
- 2008년 4월 : <건강한 게임, 나누는 행복> 진행
- 2008년 7월 : 게임여가문화체험관 구축 지원
- 2010년 8월 : 2기 이사회 출범(이사장 김종민)
- 2010년 10월 : 한국게임학회 학술대회 후원
- 2010년 11월 : '2010 대한민국게임대상' 이사장상 신설, <게임이용정보확인> 포털사이트 신설 및 서비스 운영
- 2010년 12월 : 놀이터 지원사업, 바둑대회 지원사업 시행
- 2011년 1월 : 게임이용정보 수록 교육만화도서 보급사업 시행 (서울시 587개 초등학교 배포)
- 2011년 3월 : <게임과몰입 상담치료센터> 사업 발표회 개최
- 2011년 5월 : 건강한 게임문화 환경조성을 위한 <NGO협력사업> 공모 시행, 한국콘텐츠진흥원(KOCCA), 서울시강서교육지원청 업무협약 체결, 인문학 교양강좌 <게임문화아카데미> 운영
- 2011년 6월 : 수도권 <게임과몰입 상담치료센터> 개소, <심포지엄> '게임과몰입 대처방안과 상담치료센터의 발전방향' 개최, 아동 및 청소년 게임행동 진단 조사(전국 10만 명 규모) 시행, 청소년게임워크숍 '게임으로 영화찍자' 개최, 서울통상산업진흥원(SBA) 업무협약 체결, 게임사 CSR 담당자 사회공헌 전문교육 실시
- 2011년 7월 : '아동 및 청소년 게임행동 진단조사' 시행
- 2011년 8월 : 서울 인천 지역 중학생 대상 'F.L.Y 캠프'(Fun & Leadership for Youth Camp), 스마트기기 음악 콘테스트 '스마트밴드 경연대회' 후원, 청소년 직업 체험 프로그램 <커리어 퀘스트> 진행
- 2011년 9월 : 한국교육개발원 위(wee) 프로젝트 연구특임센터와 건강한 게임문화 확산 위한 MOU 체결, <게임과몰입 상담치료센터> 2차 공모 (영남, 호남 지역 각 1개소 대상)
- 2011년 11월 : '2011 G-Star' 참가, 게임과몰입 예방 관련 홍보 활동, G-Star 특강 <게임문화아카데미> 개최, 고3 수험생을 위한 게임직업 체험프로그램 <커리어 퀘스트> 개최, 경기도 광명시와 '게임이용 및 게임과몰입 예방 업무 협약' 체결
- 2011년 12월 : 경기도 광명시 학부모 대상 <게임문화아카데미> 개최, 호남권 <게임과몰입 상담치료센터> 개소, 한국청소년정책연구원과 '청소년의 건강한 게임문화 형성을 위한 학술 연구 교류 협약' 체결, <게임문화리포트> vol.1 발간 'Brains On Video Games', <2011년 게임문화칼럼> 발행
- 2012년 1월 : 수도권 <게임과몰입 상담치료센터> 부모교실 진행, 수도권 <게임과몰입 상담치료센터> 성과 발표, <2011년 NGO협력사업> 성과 보고회
- 2012년 2월 : 영남권 <게임과몰입 상담치료센터> 개소, <토론회> '청소년과 게임문화 어떻게 볼 것인가' 개최, <제1회 게임의 사회적/문화적 위상제고를 위한 심포지엄> '나는 게임이다' 개최
- 2012년 3월 : 매거진 <게임컬처> 창간 <Game Brain Forum> 발족
- 2012년 4월 : <게임문화리포트> vol.2 발간, '게임선용척도 개발 및 타당화', <2012년 NGO협력사업> 공모 시행, '문화로 행복한 학교 만들기' 사업 후원, (사)문화사회연구소와 MOU 체결, <제2회 게임의 사회적/문화적 위상제고를 위한 심포지엄> '새로운 게임문화 정책 제안' 개최
- 2012년 5월 : '2012 세이프서울 한마당' 내 건강한 게임이용문화 캠페인, 광명시 청소년 대상 <게임문화아카데미> 개최
- 2012년 6월 : <2012년 NGO협력사업> 최종 선정, <2011 게임업계 사회공헌백서> 발간, '튼튼쑥쑥 어린이건강박람회' 내 게임과몰입 예방 캠페인 진행, <게임문화리포트> vol.3 발간 '게임과몰입 인지행동 집단 치료 프로그램', <국제 심포지엄> Seoul International Internet and On-line Game Symposium 개최
- 2012년 7월 : 대구 'e-Fun 2012' 학부모 및 청소년 대상 게임과몰입 예방 캠페인
- 2012년 8월 : 전국 3개 지역 어린이청소년 대상 <게임문화캠프>
- 2012년 9월 : <국회 토론회> '19禁과 청소년 문화', 개최 3기 이사회 출범(이사장 신현택)
- 2012년 10월 : '천안시 e-Sports 문화축제' 내 건전한 게임문화상담관 운영, '세계지식포럼' 게임세션 게임세대, 그리고 그들이 만들어 낼 미래 신설 및 운영, 부산 '실버세대 게임정보화 교육'을 위한 교육용 컴퓨터 기증식
- 2012년 11월 :  '청소년 게임기획 창작워크숍' 후원, <제3회 게임의 사회적/문화적 위상제고를 위한 심포지엄> '게임의 미래: 인문, 예술,교육' 개최
- 2012년 12월 : 부산 학부모, 교사, 학생 대상 <게임문화아카데미> 개최, <게임문화리포트> vol.4 발간 - '미국 제9연방순회항소법원에 대한 사건이송 명령에 관한 건', '1080 우린 한가족 e스포츠 한마당' 후원
- 2013년 1월 : <2012 게임문화재단 활동보고서> 발간
- 2013년 4월 : 서울시 희망온돌사업 '2013 희망 배움 교실' 컴퓨터 기증
- 2013년 5월 : 김제시 <제91회 어린이날 '친구야 우리 같이 가자'> E-클린 캠페인 진행
- 2013년 6월 : 전라북도 <청소년포럼연극 및 스마트기기 체험마당> 게임과몰입 대안활동 부스 운영
- 2013년 7월 : 호남권 <게임과몰입 예방을 위한 학부모 교실> 진행
- 2013년 8월 : 부산 게임과몰입 자녀 가족 대상 <2013 게임과몰입 가족힐링캠프> 진행
- 2013년 9월 : <2012 게임업계 사회공헌백서> 발간 게임과몰입 대안활동 진흥을 위한 홍대 공연정보 통합안내센터 '씬디 티켓라운지' 후원
- 2013년 12월 : 게임문화재단 '청소년이용가 온라인게임물 민간등급분류기관' 선정
- 2014년 2월 : Wee센터 게임과몰입 전문상담사 순차 배치(2.7～)
- 2014년 3월 : Wee센터 게임과몰입 전문상담사 1차 남부권 연수②(3.14) Wee센터 게임과몰입 전문상담사 1차 수도권 연수①(3.7)
- 2014년 4월 : 게임의 이해 지역 연수(4.16)
- 2014년 5월 : 게임의 이해 지역 연수(5.21) Wee센터 게임과몰입 전문상담사 2차 연수(5.14) Wee클래스 상담사 게임과몰입 전문 연수(5.14)
- 2014년 6월 : Wee센터 게임과몰입 전문상담사 3차 연수(6.30)
- 2014년 7월 : Wee센터 게임과몰입 전문상담사 4차 연수(7.25)
- 2014년 8월 : 게임 과몰입 예방·상담 전문 교육 교재 개발 및 배포(8.30)
- 2014년 9월 : Wee센터 게임과몰입 전문상담사 5차 연수(9.19)
- 2014년 10월 : 4기 이사회 출범(이사장 정경석)(10.15) 게임과몰입힐링센터 업무협약 체결(10.13) 게임과몰입힐링센터 권역별 4개소 운영(10.1)
- 2014년 11월 : Wee센터 게임과몰입 전문상담사 6차 연수(11.19～11.20)

## 주요 업무
- 건강한 게임 문화의 홍보 및 조성
- 건강한 게임 이용을 위한 교육 및 지원
- 게임 관련 조사, 연구, 학술 사업
- 재단의 목적과 관련된 사회공헌사업 등

## 소재지
서울특별시 서초구 방배로 114 다이치빌딩 2층

## 실제 활동 상황
재단법인 게임문화재단은 아주대학교 심리학과 교수 김경일 이사장 취임 이후, 게임문화 정착 및 발전을 위한 사업을 진행 중에 있습니다.